# 9372 Vamlingbo
9372 Vamlingbo è un asteroide della fascia principale. Scoperto nel 1993, presenta un'orbita caratterizzata da un semiasse maggiore pari a 2,8810730 UA e da un'eccentricità di 0,0826779, inclinata di 2,55179° rispetto all'eclittica.